# Скални (Чусовойски район)
Скални (на руски: Скальный) е селище от градски тип в Русия, разположено в Чусовойски район, Пермски край. Населението му към 1 януари 2018 година е 1616 души.